# Magnificent (She Says)
Magnificent (She Says) is een nummer van de Britse band Elbow. Het nummer verscheen op hun album Little Fictions uit 2017. Op 5 december 2016 werd het nummer uitgebracht als de eerste single van het album.

## Achtergrond
Magnificent (She Says) is geschreven door zanger en gitarist Guy Garvey en geproduceerd door Craig Potter. In de tekst van het nummer worden de belevenissen van een jong meisje dat vrolijk op het strand loopt beschreven. Garvey schreef het nummer tijdens zijn huwelijksreis op Sardinië. In een interview met het tijdschrift Q vertelde hij dat hij was geïnspireerd om het te schrijven nadat het koppel iedere dag wakker werd in een zalige bubbel, gepaard met het geluid van kinderen die bij de oceaan spelen. Garvey schreef het nummer met toestemming van zijn vrouw nadat de rest van de band hem deze heroïsche muziek stuurde dat hem raakte. Hij zei dat de titel het eerste was dat over mijn lippen kwam.
Magnificent (She Says) werd geen grote hit en bereikte enkel de hitlijsten in het Verenigd Koninkrijk en Frankrijk. In het thuisland van de band kwam de single tot de 97e positie in de UK Singles Chart, terwijl de single in Frankrijk niet verder kwam dan de 140e positie. In België (Vlaanderen) bereikte de single de Vlaamse Ultratop 50 niet, maar kwam tot de 8e positie in de Bubbling Under-lijst. In de Vlaamse Radio 2 Top 30 werd géén notering behaald.
In Nederland werd de single veel gedraaid op Radio 538, Radio 10, Qmusic, NPO Radio 2 en NPO 3FM, maar bereikte desondanks de Nederlandse Top 40, Mega Top 50 en de B2B Single Top 100 niet, maar stond  wel twee weken op de bovenste plaats in de Graadmeter van Pinguin Radio. De single won in 2018 een Ivor Novello Award in de categorie "Best Song Musically And Lyrically"..
Bovendien was de single in week 50 van 2016 NPO Radio 2 Top Song op de Nederlandse publieke radiozender NPO Radio 2.  

## NPO Radio 2 Top 2000
| Nummer met noteringen in de NPO Radio 2 Top 2000 | '17  | '18  | '19  | '20  | '21  | '22  | '23  | '24  |
| ------------------------------------------------ | ---- | ---- | ---- | ---- | ---- | ---- | ---- | ---- |
| Magnificent (She Says)                           | 1282 | 1449 | 1413 | 1556 | 1704 | 1631 | 1517 | 1505 |

1. ↑  Een vetgedrukt getal geeft de hoogste notering aan.
2. ↑  2017 was het eerste jaar met een notering voor dit nummer.